# Relaciones Argentina-Namibia
Las relaciones Argentina-Namibia son las relaciones diplomáticas entre la República Argentina y la República de Namibia. Ambas naciones son miembros del Grupo de los 77 y de las Naciones Unidas.

## Historia

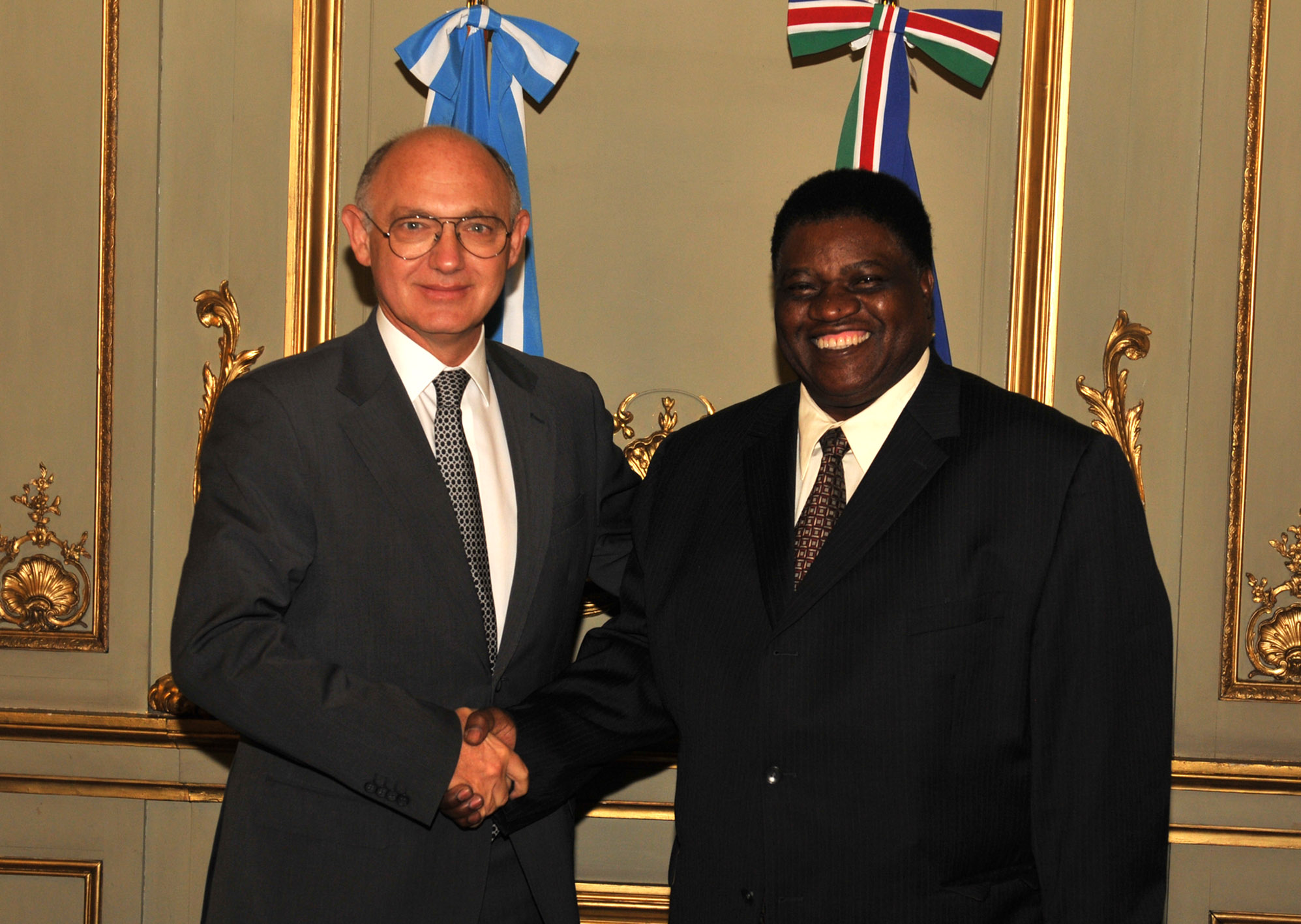
El Canciller Héctor Timerman junto con su homólogo de Namibia, Utoni Nujoma en Buenos Aires; julio de 2012.

Durante la Guerra de la frontera de Sudáfrica, Namibia (en ese entonces conocido como África del Sudoeste) luchaba por su independencia contra Sudáfrica que había ocupado el país en 1915 de Alemania. En 1971, Argentina declaró oficialmente en las Naciones Unidas que no reconoce ninguna autoridad de Sudáfrica respecto de Namibia. El gobierno argentino apoyaba a la independencia de Namibia y en 1985, durante una reunión de la ONU para Namibia en Viena, Argentina solicitó sanciones completas contra el gobierno sudafricano.
En marzo de 1990, Namibia obtuvo su independencia de Sudáfrica. El 31 de julio de ese mismo año, Argentina y Namibia establecieron relaciones diplomáticas.
En mayo de 1998 funcionarios argentinos de alto nivel asistieron en Windhoek al Southern Africa Economic Summit, una iniciativa conjunta del Foro Económico Mundial y la Secretaría de la Comunidad de Desarrollo de África Austral. El objetivo fue ofrecer un punto de encuentro entre la comunidad empresarial de la región y la internacional, organizaciones internacionales y representantes gubernamentales.
En julio de 2012, el ministro de Relaciones Exteriores de Namibia, Utoni Nujoma, visitó Argentina y se reunió con su homólogo Héctor Timerman. En 2015, el ministro de Agricultura de Namibia, John Mutorwa, viajó a Argentina y visitó el Laboratorio Nacional de Referencia del Senasa.

## Relaciones bilaterales
Ambas naciones han firmado algunos acuerdos bilaterales como un Memorando de Entendimiento sobre cooperación en ciencia, tecnología e innovación productiva (2007) y un Memorando de Entendimiento para la cooperación entre ambas naciones ministerios de agricultura (2012).

## Misiones diplomáticas
- Argentina está acreditado ante Namibia a través de su embajada en Pretoria, Sudáfrica.[5]
- Namibia está acreditado ante Argentina a través de su embajada en Brasilia, Brasil.[6]